# Salsola sclerantha
Salsola sclerantha är en amarantväxtart som beskrevs av Carl Anton von Meyer. Salsola sclerantha ingår i släktet sodaörter, och familjen amarantväxter. Inga underarter finns listade i Catalogue of Life.